# Nobuharu Asahara
Nobuharu Asahara (朝原 宣治?, Asahara Nobuharu; Kōbe, 29 giugno 1972) è un ex velocista e lunghista giapponese, che gareggiava per la società tedesca LAZ Salamander Kornwestheim (a Ludwigsburg).
I suoi personali sono:
- 50 m     indoor 	5"75+ 	NR 	 	3h2 	Liévin	24 Feb 2002
- 60 m    indoor 	6"55 	NR 	 	2 		Sindelfingen 1 Mar 1997
- 100 m   	10"02 	 	2.0 	3 	Bislett	Oslo	13 Lug 2001
- 200 m    	20"39 	 	0.9 	2rB 		Stuttgart	13 Lug 1997
- Salto in lungo 	8,13 m 	 	0.7 	1 	AsC	Manila	3 Dic 1993

## Palmarès
| Anno | Manifestazione      | Sede    | Evento         | Risultato        | Prestazione | Note                                     |
| ---- | ------------------- | ------- | -------------- | ---------------- | ----------- | ---------------------------------------- |
| 1993 | Campionati asiatici | Manila  | Salto in lungo | Oro              | 8,13 m      | Miglior prestazione personale            |
| 2002 | Giochi asiatici     | Pusan   | 100 m piani    | Argento          | 10"29       |                                          |
| 2002 | Giochi asiatici     | Pusan   | 4×100 m        | Argento          | 38"90       |                                          |
| 2007 | Mondiali            | Osaka   | 100 m piani    | Semifinale       | 10"36       |                                          |
| 2007 | Mondiali            | Osaka   | 4x100 m        | 5º               | 38"03       | Record asiatico                          |
| 2008 | Giochi olimpici     | Pechino | 100 m piani    | Quarti di finale | 10"37       |                                          |
| 2008 | Giochi olimpici     | Pechino | 4x100 m        | Argento          | 38"15       | Miglior prestazione personale stagionale |